# Zamory (Adelsgeschlecht)

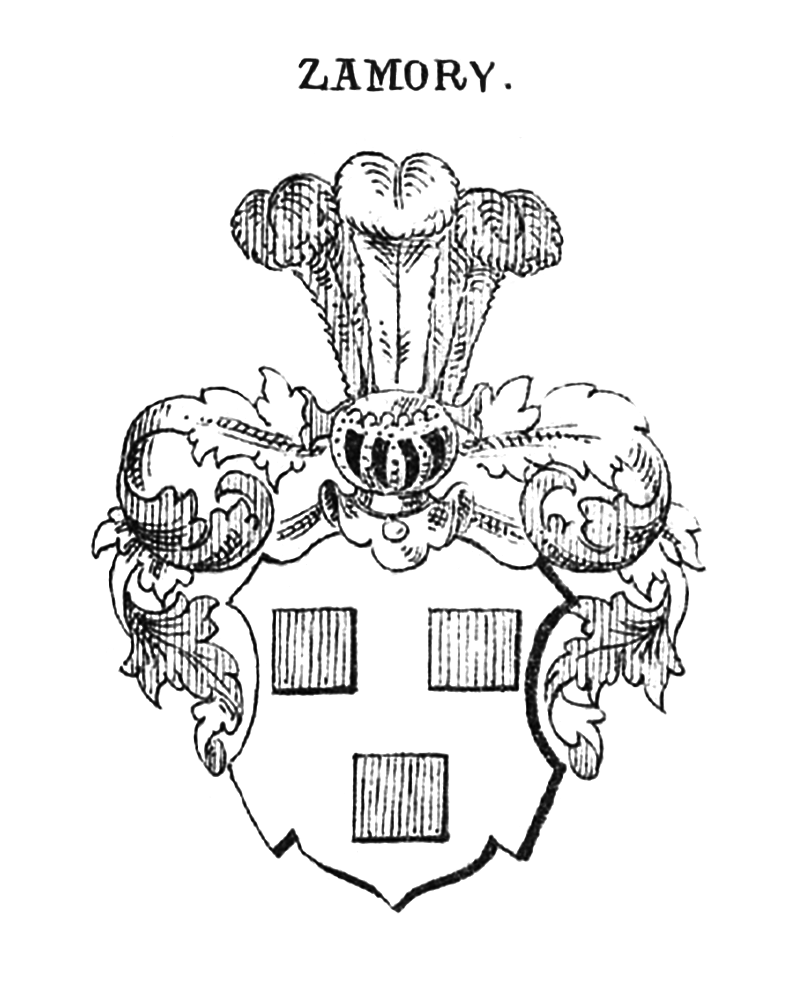
Wappen der Zamory

Zamory  ist der Name eines hinterpommerschen Adelsgeschlechts.

## Geschichte
Das Geschlecht soll der Familienüberlieferung ungarischer Herkunft sein, wobei die Forschung des 19. Jahrhunderts eine kaschubische Abstammung für wahrscheinlich hält.
Gutsbesitz bestand zeitweise auf Neu Bärbaum (1837–1855), Linde (1843–1847) und Pielburg (1837–1847) im Kreis Neustettin; Bonin (1768–?), Pobanz, Schözow (1796–1803) und Stepen (1803) im Kreis Fürstenthum; Rötzenhagen (1768) im  Kreis Schlawe sowie Gotzkau im Kreis Schlochau.
Zahlreiche Söhne der Familie bestritten in der preußischen Armee eine Offizierslaufbahn.

## Angehörige
- Hugo von Zamory (1845–1922), deutscher Generalleutnant
- Rudolf von Zamory (1812–1890), deutscher Generalmajor

## Wappen
Das Wappen zeigt in Silber drei Würfel (2, 1), die oberen rot, der untere grün. Auf dem Helm mit rot-silbernen Decken drei Straußenfedern rot-silber-rot.